# Sommarriddarsporre
Sommarriddarsporre (Consolida orientalis) är en ranunkelväxtart som först beskrevs av Claude Gay, och fick sitt nu gällande namn av Schröd.. Sommarriddarsporre ingår i släktet åkerriddarsporrar, och familjen ranunkelväxter. Inga underarter finns listade i Catalogue of Life.

## Bildgalleri

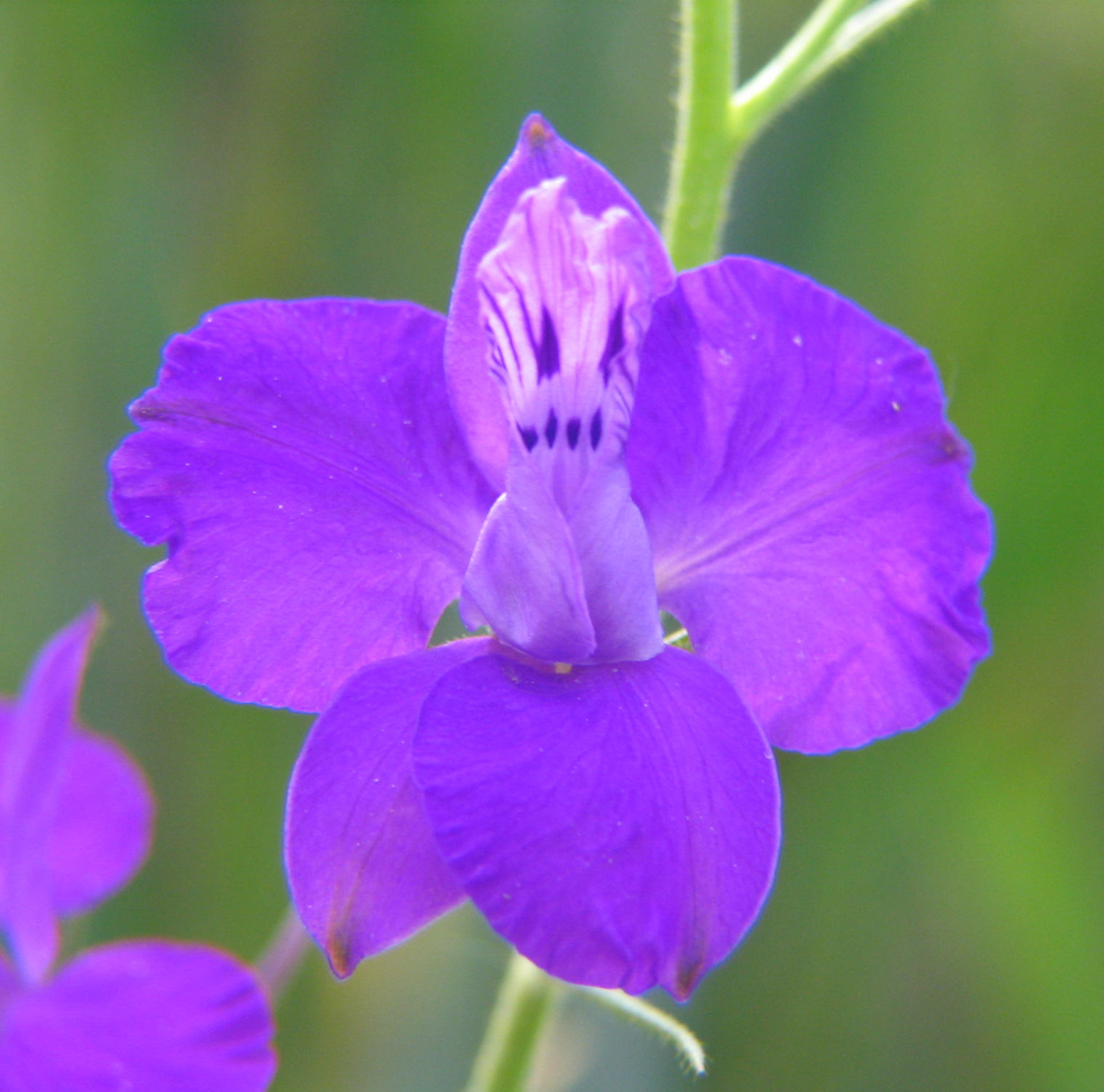
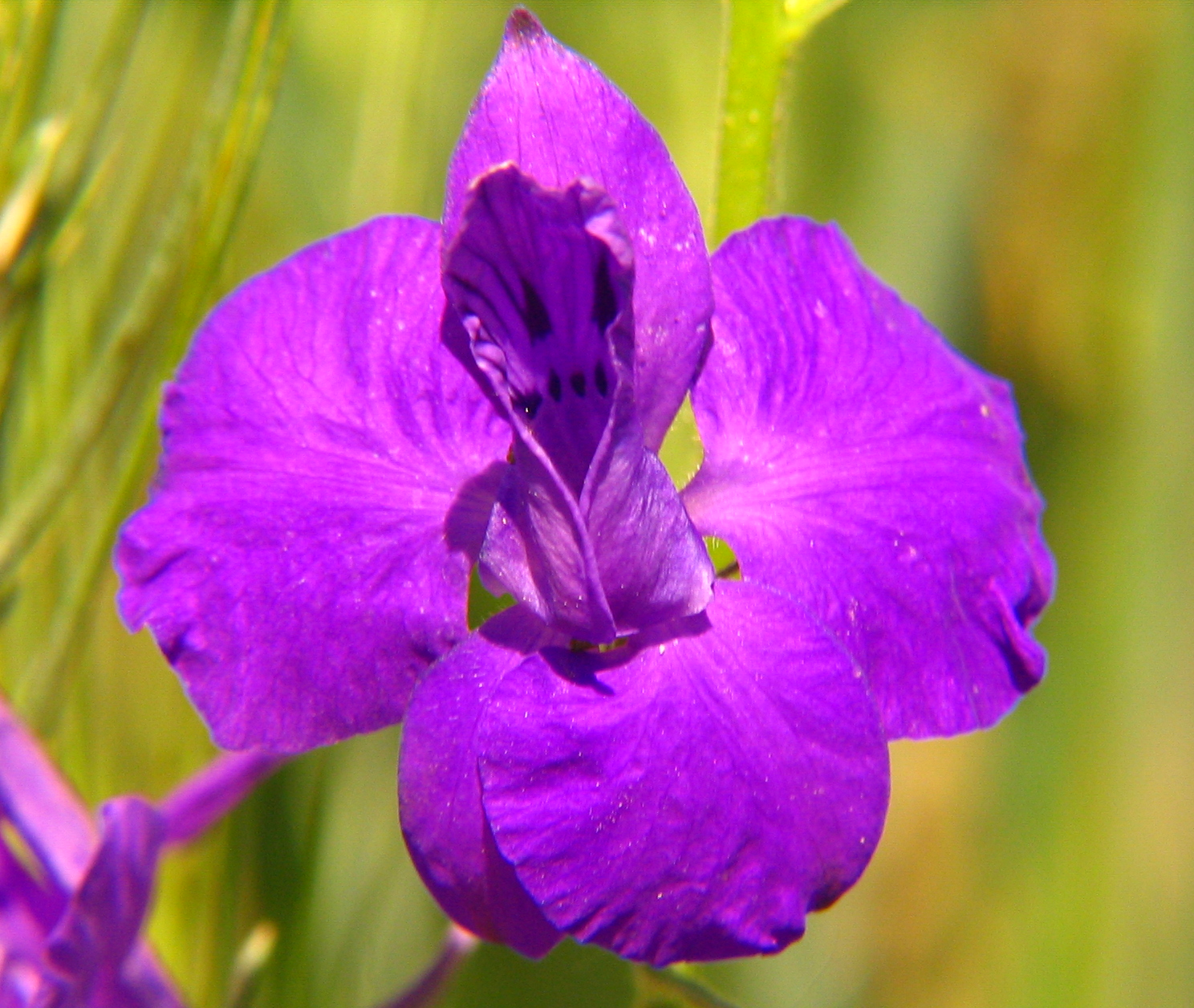
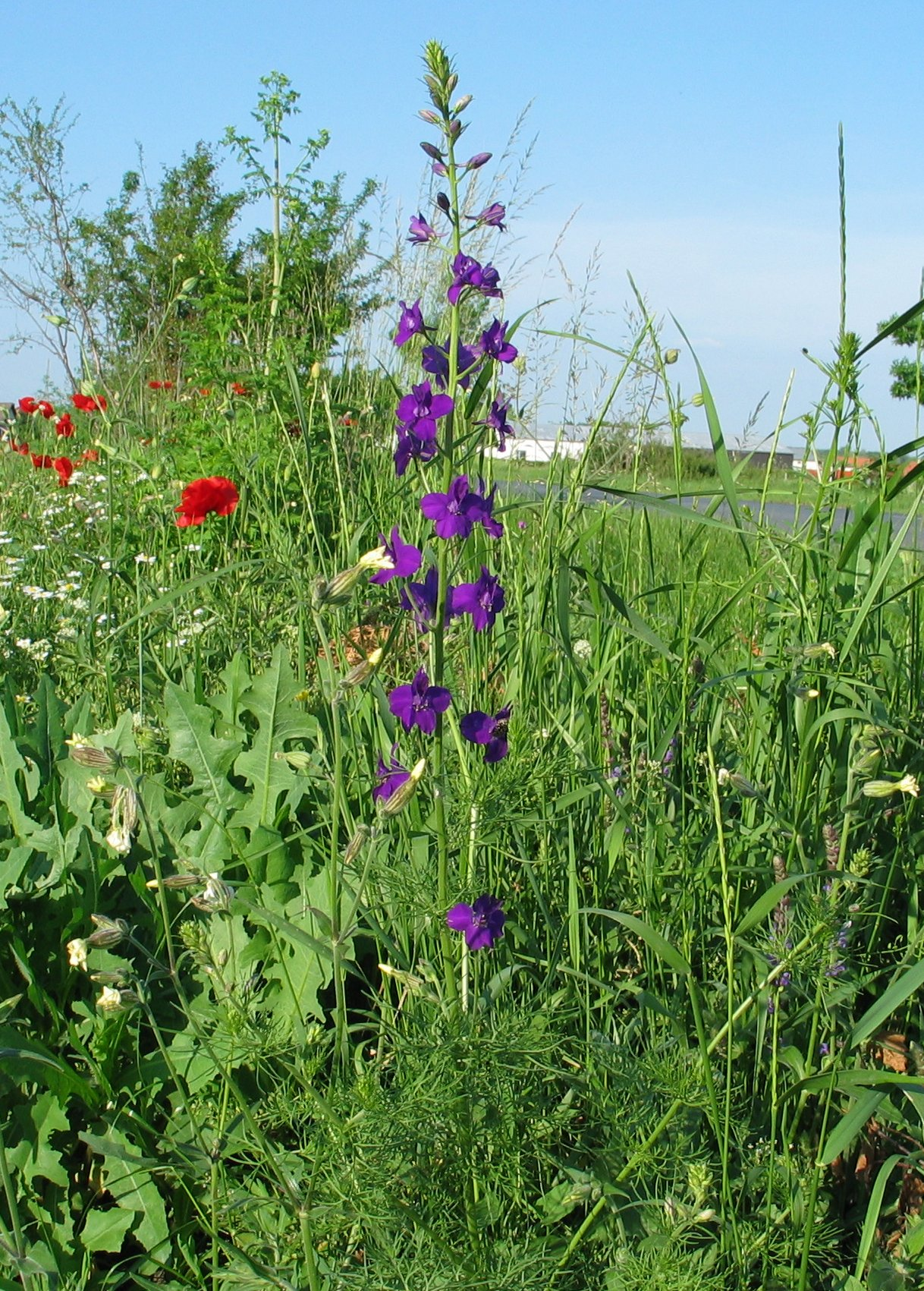
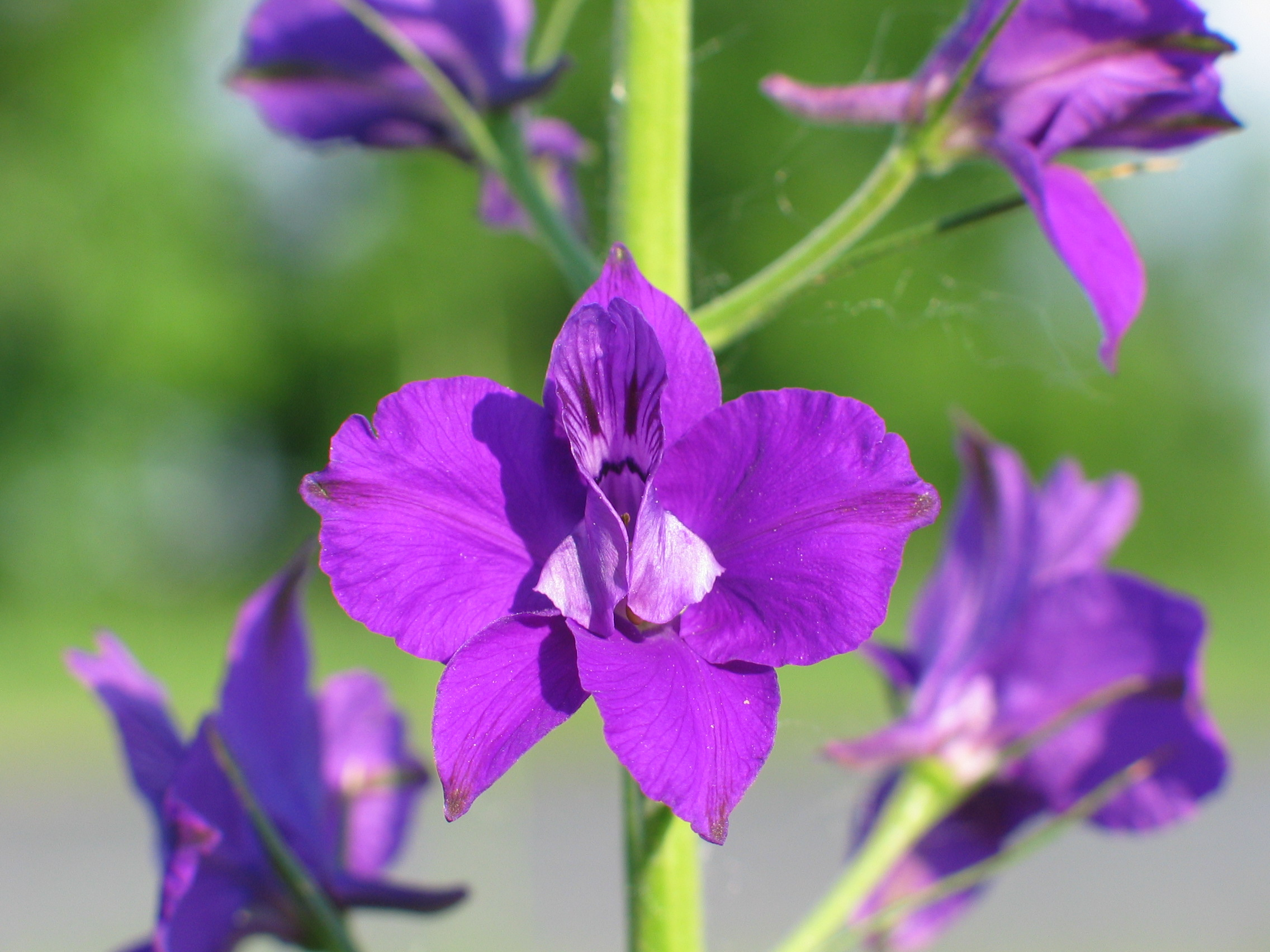
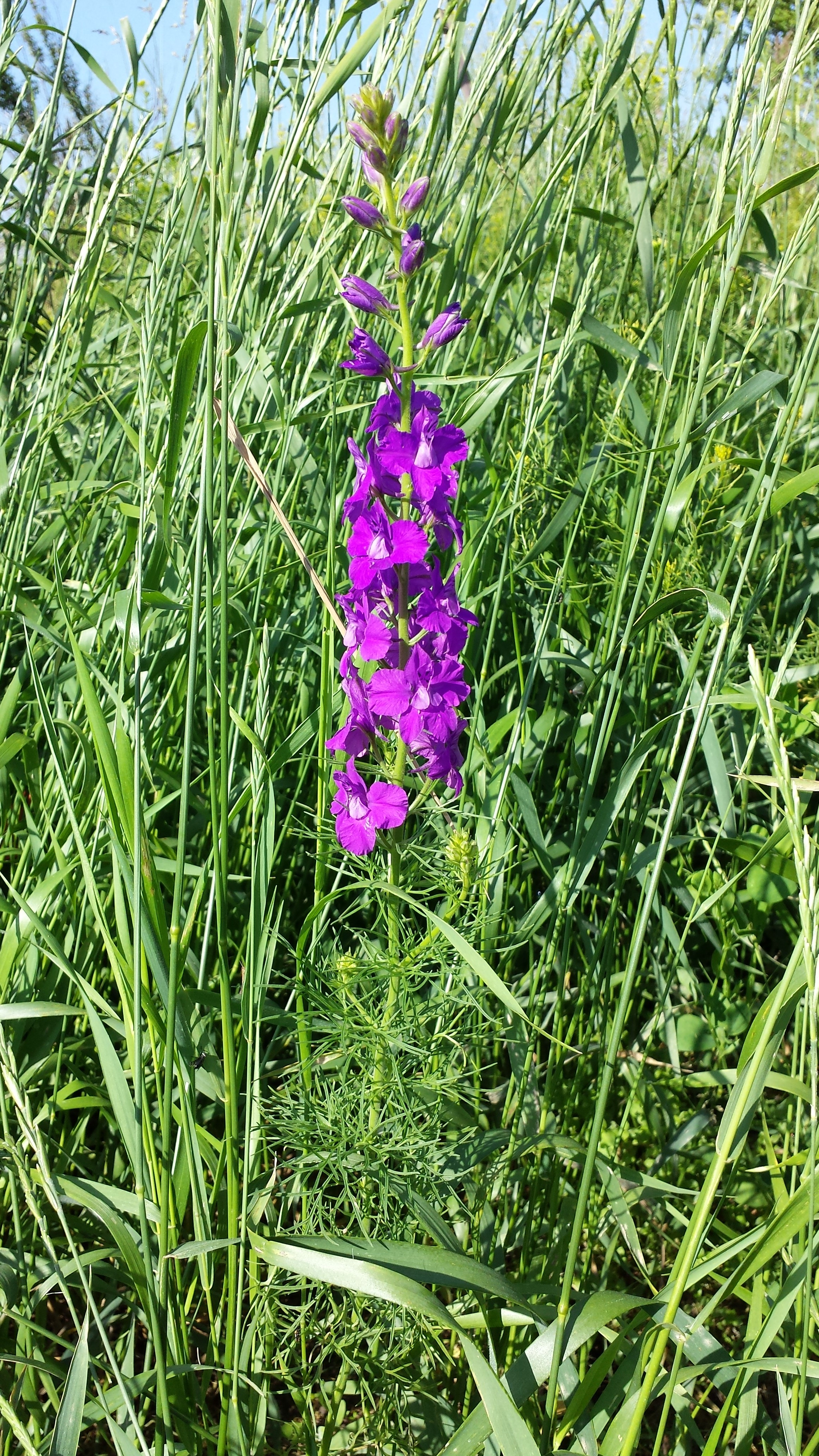
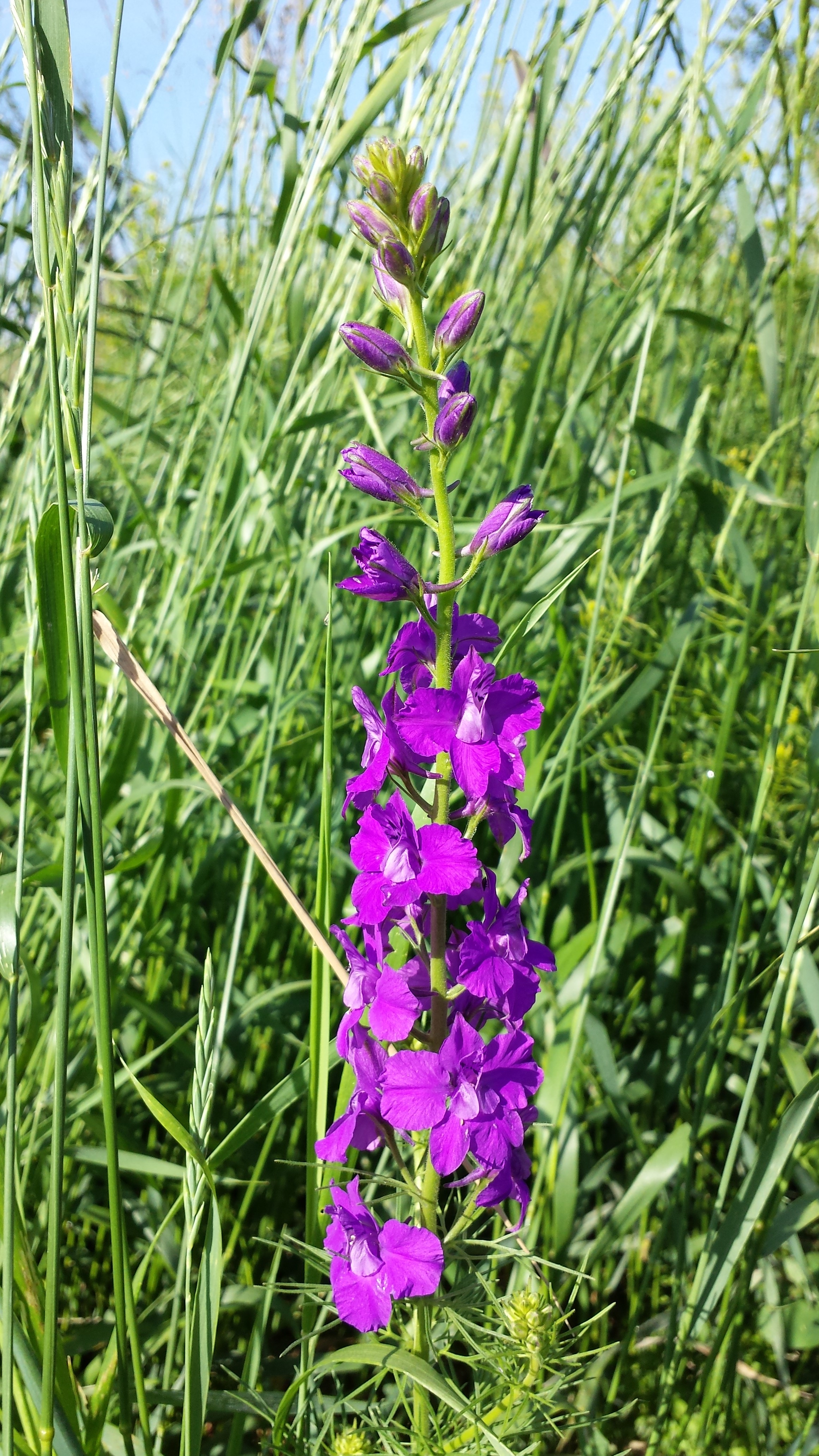